# Lorījān
Lorījān (persiska: لريجان, لاريجان) är en ort i Iran.   Den ligger i provinsen Markazi, i den centrala delen av landet, 210 km söder om huvudstaden Teheran. Lorījān ligger 1 509 meter över havet och antalet invånare är 597.
Terrängen runt Lorījān är kuperad åt sydväst, men åt nordost är den platt. Runt Lorījān är det ganska glesbefolkat, med 25 invånare per kvadratkilometer. Närmaste större samhälle är Maḩallāt, 9,6 km väster om Lorījān. Trakten runt Lorījān består i huvudsak av gräsmarker.